# ヌワンコ・カヌ
ヌワンコ・カヌ（Nwankwo Kanu, 1976年8月1日 - ）は、ナイジェリア・オウェリ出身のサッカー選手。元ナイジェリア代表。ポジションはフォワード。

## 経歴
15歳のとき、所属していたフェド・ワークスで9得点を挙げる活躍をし頭角を表した。程なくしてオランダのアヤックスに引き抜かれた。
1996年にインテル・ミラノへ移籍。その年の夏、アトランタオリンピック・男子サッカー競技にナイジェリア代表キャプテンとして出場し、金メダルを獲得。「スーパー・イーグルス」（ナイジェリア代表の愛称）の名を世界に知らしめた。
前途洋々かに見えたが、アトランタ五輪終了直後に心臓弁膜症を発症。一時は選手生命も危ぶまれたものの、手術とリハビリを乗り越え15ヶ月間の歳月を経て、1998年2月9日に復帰した。
1999年2月にアーセナルへ移籍。FAカップの対シェフィールド・ユナイテッド戦がデビュー戦となった。この試合中、負傷したシェフィールド・ユナイテッドの選手を気遣いライン外にボールが出された後、味方選手がスローインで、紳士的に相手GKにボールを返そうとしたのだが、状況が把握できていなかったカヌはこのボールを奪ってゴール前にセンタリングをあげ、マルク・オーフェルマルスが得点を決めてしまう。これが決勝点となりいったんは試合が成立したが、シェフィールド・ユナイテッド側が抗議し、アーセナル側も試合直後から再試合を提案していたことから再試合が行われた。再試合の結果は、やはり2対1でアーセナルの勝利であった。
フォワードでありながら、ナイジェリア代表では守備的なポジションの選手が付ける事が多い背番号「4」を好んで付けていた。これは憧れの選手であるルート・フリットが晩年クラブチームで背番号「4」を付けていたことを真似たものである。また、カヌを尊敬する選手と公言しているエマニュエル・アデバヨールも同じように代表では背番号「4」を付けていた。
2023年7月12日、母国ナイジェリアのエニンバFC会長に就任。

## 年表
- 1991-92 フェド・ワークスに所属。
- 1992-93 イウアンヤンウに所属。
- 1993年 日本で開催されたFIFA U-17世界選手権で優勝。
- 1993-96 オランダのアヤックスに所属。94-95シーズンにはUEFAチャンピオンズリーグ優勝も経験。
- 1996年 アトランタ五輪・サッカーで金メダルを獲得。
- 1996年 アフリカ年間最優秀選手 (CAF)受賞。
- 1996-98 イタリア・セリエAのインテルに所属。しかし心臓弁膜症の治療のためあまり活躍できず。
- 1998年 プレミアリーグのアーセナルFCへ移籍（移籍金は約10億円）。
- 1999年 自身2度目のアフリカ年間最優秀選手 (CAF) に選ばれる。
- 2004年 プレミアリーグのウェスト・ブロムウィッチ・アルビオンFCへ移籍。
- 2006年 プレミアリーグのポーツマスFCへ移籍。

## 所属クラブ
- 1992-1993　 ハートランドFC
- 1993-1996　 アヤックス・アムステルダム
- 1996-1998　 インテル・ミラノ
- 1998-2004　 アーセナルFC
- 2004-2006　 ウェスト・ブロムウィッチ・アルビオンFC
- 2006-2012　 ポーツマスFC

## 代表歴

### 出場大会
- ナイジェリア代表
  - 1998 FIFAワールドカップ
  - 2002 FIFAワールドカップ
  - 2010 FIFAワールドカップ

### 試合数
- 国際Aマッチ 86試合 12得点（1994年-2010年）[4]

| ナイジェリア代表 | 国際Aマッチ | 国際Aマッチ |
| 年               | 出場        | 得点        |
| ---------------- | ----------- | ----------- |
| 1994             | 3           | 0           |
| 1995             | 2           | 1           |
| 1996             | 0           | 0           |
| 1997             | 1           | 0           |
| 1998             | 5           | 1           |
| 1999             | 0           | 0           |
| 2000             | 10          | 1           |
| 2001             | 6           | 2           |
| 2002             | 11          | 0           |
| 2003             | 4           | 3           |
| 2004             | 7           | 0           |
| 2005             | 6           | 2           |
| 2006             | 8           | 0           |
| 2007             | 6           | 2           |
| 2008             | 6           | 0           |
| 2009             | 5           | 0           |
| 2010             | 6           | 0           |
| 通算             | 86          | 12          |